# Eberhard Becker (Geistlicher)
Adolf Wilhelm Eberhard Becker (* 16. Januar 1823 in Domhof Ratzeburg; † 28. Oktober 1897 in Mirow) war ein deutscher evangelisch-lutherischer Theologe.

## Leben
Eberhard Becker war eins von neun Kindern des Konrektors und späteren letzten Rektors der Ratzeburger Domschule Ulrich (Justus Hermann) Becker und dessen Frau Mathilde, geb. Hufeland, einer Tochter von Gottlieb Hufeland. Otto Becker war sein jüngerer Bruder. Nach dem Besuch der Domschule bis Ostern 1841 studierte er an den Universitäten Erlangen und Berlin Evangelische Theologie. In Erlangen waren Adolf Harleß und Johann von Hofmann, in Berlin August Neander und Philipp Konrad Marheineke seine Lehrer. Nach Abschluss seines Studiums wurde Becker, wie damals üblich, zunächst Hauslehrer. Ab Ostern 1848 war er als Lehrer am Gymnasium Carolinum in Neustrelitz tätig. 1850 wurde er Lehrer 1857 Rektor der Neustrelitzer Höheren Töchterschule. Von 1860 bis 1865 wirkte er als Lehrer des Erbgroßherzogs Adolf Friedrich am Hof in Neustrelitz. Am 8. Oktober 1865 ernannte ihn der Großherzog Friedrich Wilhelm zum Pastor der Kirche in Mirow. In dieser Eigenschaft leitete er die Beisetzungen mehrerer Angehöriger des großherzoglichen Hauses in der Fürstengruft, darunter 1876 kurz nacheinander Herzog Georg und Herzogin Caroline. 1877 wurde er Präpositus (Propst) des Kirchenbezirks.
Er starb nach schweren Leiden, das ihn schon länger an der Ausübung seines Amtes gehindert hatte.
Seit dem 21. März 1850 war er verheiratet mit Julie Wilhelmine Sofie, geb. Kortüm, einer Tochter des Geheimen Medizinal-Rats Theodor Kortüm in Neustrelitz. Das Paar hatte zwei Söhne, von denen Theodor Becker (1851–1921) Professor und Direktor am Gymnasium Carolinum in Neustrelitz und Otto Becker Kaufmann in Hamburg wurde, sowie zwei Töchter.

## Werke
- Rede bei der Beisetzung des Herzogs Georg. Neustrelitz: Barnewitz 1876
- Rede bei der Beisetzung der Herzogin Caroline. Neustrelitz: Barnewitz 1876
- Die Bedeutung des evangelischen Hauses für die Erhaltung und Förderung kirchlicher Sitte. Neubrandenburg 1882
- Rede bei der Beisetzung des Drosten Carl von Oertzen-Rattey. Mirow 1890